# مرحله مقدماتی جام جهانی فوتبال ۱۹۳۸
مرحله مقدماتی جام جهانی فوتبال ۱۹۳۸ با شرکت ۳۷ تیم،برای انتخاب ۱۴ تیم (به همراه فرانسه به عنوان میزیان و ایتالیا قهرمان دوره قبل) از ژوئن ۱۹۳۷ تا مه ۱۹۳۸ میلادی برگزار شده‌است. 
در این دوره برای اولین بار میزبان و قهرمان دوره قبل از شرکت در بازی‌های انتخابی معاف بودند. غیر از دو کشور مزبور اسپانیا نیز به علت درگیر بودن در جنگ داخلی از شرکت در بازی‌های مقدماتی انصراف داد. بنابراین 34 کشور باقی مانده بر اساس منطقه جغرافیایی به ۱۲ گروه تقسیم شدند: 
9 گروه در منطقه اروپا که شامل فلسطین و مصر نیز می‌شد
گروه‌های ۱۰ و ۱۱ مربوط به آمریکا
گروه ۱۲ مربوط به آسیا

## گروه ۱
| رتبه | تیم    | بازی | برد | مساوی | باخت | گل زده | گل خورده | میانگین گل | امتیاز |
| ---- | ------ | ---- | --- | ----- | ---- | ------ | -------- | ---------- | ------ |
| ۱    | آلمان  | ۳    | ۳   | ۰     | ۰    | ۱۱     | ۱        | ۱۱٫۰       | ۶      |
| ۲    | سوئد   | ۳    | ۲   | ۰     | ۱    | ۱۱     | ۷        | ۱٫۵۷       | ۴      |
| ۳    | استونی | ۳    | ۱   | ۰     | ۲    | ۴      | ۱۱       | ۰٫۳۶       | ۲      |
| ۴    | فنلاند | ۳    | ۰   | ۰     | ۳    | ۰      | ۷        | ۰٫۰۰       | ۰      |

## گروه ۲
| رتبه | تیم           | بازی | برد | مساوی | باخت | گل زده | گل خورده | میانگین گل | امتیاز |
| ---- | ------------- | ---- | --- | ----- | ---- | ------ | -------- | ---------- | ------ |
| ۱    | نروژ          | ۲    | ۱   | ۱     | ۰    | ۶      | ۵        | ۱٫۲۰       | ۳      |
| ۲    | جمهوری ایرلند | ۲    | ۰   | ۱     | ۱    | ۵      | ۶        | ۰٫۸۳       | ۱      |

## گروه ۳
| رتبه | تیم      | بازی | برد | مساوی | باخت | گل زده | گل خورده | میانگین گل | امتیاز |
| ---- | -------- | ---- | --- | ----- | ---- | ------ | -------- | ---------- | ------ |
| ۱    | لهستان   | ۲    | ۱   | ۰     | ۱    | ۴      | ۱        | ۴٫۰۰       | ۲      |
| ۲    | یوگسلاوی | ۲    | ۱   | ۰     | ۱    | ۱      | ۴        | ۰٫۲۵       | ۲      |

## گروه ۴
کشور مصر انصراف داد و رومانی به جام جهانی صعود کرد.

## گروه ۵
| رتبه | تیم    | بازی | برد | مساوی | باخت | گل زده | گل خورده | میانگین گل | امتیاز |
| ---- | ------ | ---- | --- | ----- | ---- | ------ | -------- | ---------- | ------ |
| ۱    | سوئیس  | ۱    | ۱   | ۰     | ۰    | ۲      | ۱        | ۲٫۰۰       | ۲      |
| ۲    | پرتغال | ۱    | ۰   | ۰     | ۱    | ۱      | ۲        | ۰٫۵۰       | ۰      |

## گروه ۶

### مرحله اول
| رتبه | تیم                    | بازی | برد | مساوی | باخت | گل زده | گل خورده | میانگین گل | امتیاز |
| ---- | ---------------------- | ---- | --- | ----- | ---- | ------ | -------- | ---------- | ------ |
| ۱    | یونان                  | ۲    | ۲   | ۰     | ۰    | ۴      | ۱        | ۴٫۰۰       | ۴      |
| ۲    | Palestine/Eretz Israel | ۲    | ۰   | ۰     | ۲    | ۱      | ۴        | ۰٫۲۵       | ۰      |

### مرحله پایانی
| رتبه | تیم      | بازی | برد | مساوی | باخت | گل زده | گل خورده | میانگین گل | امتیاز |
| ---- | -------- | ---- | --- | ----- | ---- | ------ | -------- | ---------- | ------ |
| ۱    | مجارستان | ۱    | ۱   | ۰     | ۰    | ۱۱     | ۱        | ۱۱٫۰       | ۲      |
| ۲    | یونان    | ۱    | ۰   | ۰     | ۱    | ۱      | ۱۱       | ۰٫۰۹       | ۰      |

## گروه ۷
| رتبه | تیم       | بازی | برد | مساوی | باخت | گل زده | گل خورده | میانگین گل | امتیاز |
| ---- | --------- | ---- | --- | ----- | ---- | ------ | -------- | ---------- | ------ |
| ۱    | چکسلواکی  | ۲    | ۱   | ۱     | ۰    | ۷      | ۱        | ۷٫۰۰       | ۳      |
| ۲    | بلغارستان | ۲    | ۰   | ۱     | ۱    | ۱      | ۷        | ۰٫۱۴       | ۱      |

## گروه ۸

### مرحله اول
| رتبه | تیم     | بازی | برد | مساوی | باخت | گل زده | گل خورده | میانگین گل | امتیاز |
| ---- | ------- | ---- | --- | ----- | ---- | ------ | -------- | ---------- | ------ |
| ۱    | لتونی   | ۲    | ۲   | ۰     | ۰    | ۹      | ۳        | ۳٫۰۰       | ۴      |
| ۲    | لیتوانی | ۲    | ۰   | ۰     | ۲    | ۳      | ۹        | ۰٫۳۳       | ۰      |

### مرحله پایانی
| رتبه | تیم   | بازی | برد | مساوی | باخت | گل زده | گل خورده | میانگین گل | امتیاز |
| ---- | ----- | ---- | --- | ----- | ---- | ------ | -------- | ---------- | ------ |
| ۱    | اتریش | ۱    | ۱   | ۰     | ۰    | ۲      | ۱        | ۲٫۰۰       | ۲      |
| ۲    | لتونی | ۱    | ۰   | ۰     | ۱    | ۱      | ۲        | ۰٫۵۰       | ۰      |

## گروه ۹
| Pos. | تیم        | بازی | برد | مساوی | باخت | گل زده | گل خورده | میانگین گل | امتیاز |
| ---- | ---------- | ---- | --- | ----- | ---- | ------ | -------- | ---------- | ------ |
| ۱    | هلند       | ۲    | ۱   | ۱     | ۰    | ۵      | ۱        | ۵٫۰۰       | ۳      |
| ۲    | بلژیک      | ۲    | ۱   | ۱     | ۰    | ۴      | ۳        | ۱٫۳۳       | ۳      |
| ۳    | لوکزامبورگ | ۲    | ۰   | ۰     | ۲    | ۲      | ۷        | ۰٫۲۹       | ۰      |

## گروه ۱۰
کشور آرژانتین انصراف داد و برزیل به جام جهانی صعود کرد.

## گروه ۱۱
کشورهای کلمبیا، کاستاریکا، گینه هلند، السالوادور، مکزیک و آمریکا انصراف دادند و کوبا به جام جهانی صعود کرد.

## گروه ۱۲
ژاپن انصراف داد و هند شرقی هلند به جام جهانی صعود کرد.

## کشورهای شرکت کننده

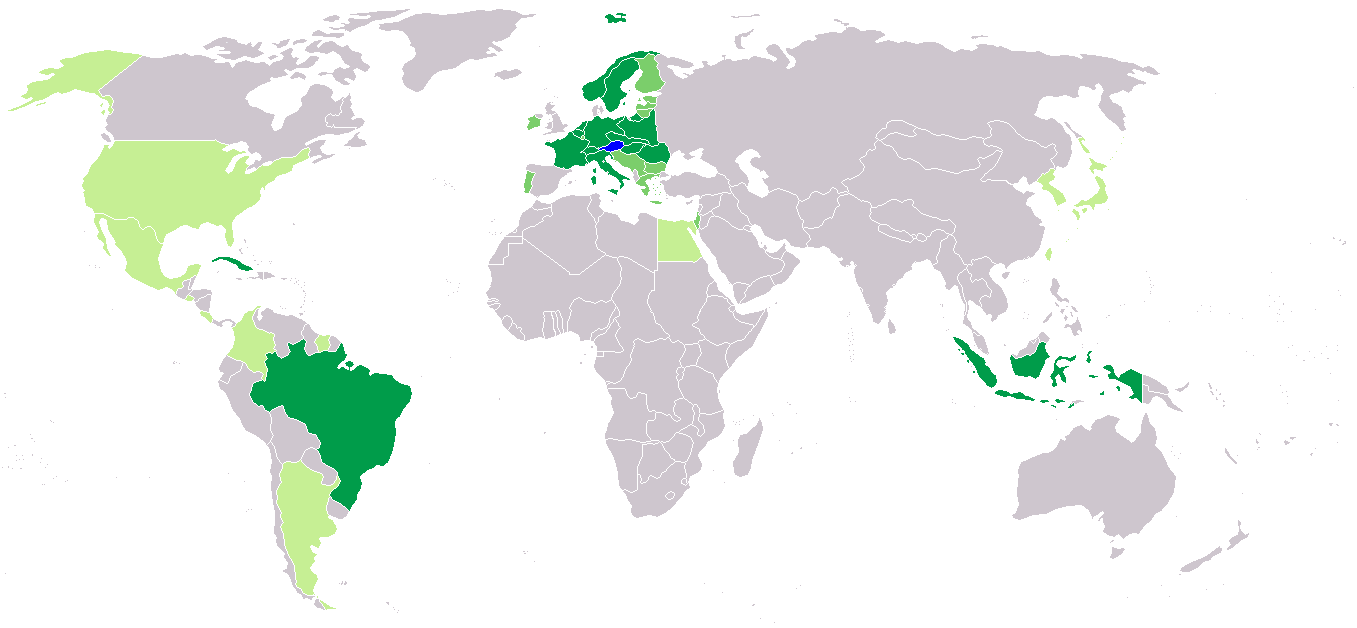
کشورهای صعود کرده به جام جهانی ۱۹۳۸

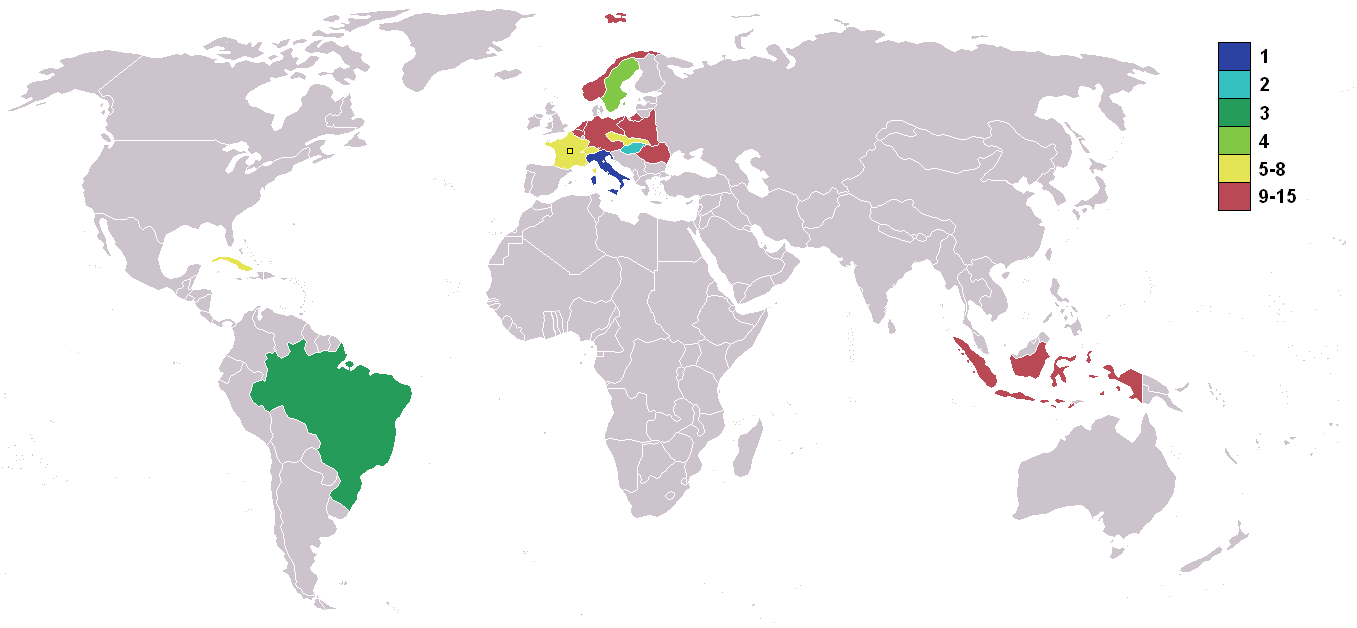
کشورهای شرکت کننده

| تیم           | تعداد حضور | آخرین حضور            |
| ------------- | ---------- | --------------------- |
| بلژیک         | ۳          | جام جهانی فوتبال ۱۹۳۴ |
| برزیل         | ۳          | جام جهانی فوتبال ۱۹۳۴ |
| کوبا          | ۱          | –                     |
| چکسلواکی      | ۲          | جام جهانی فوتبال ۱۹۳۴ |
| هند شرقی هلند | ۱          | –                     |
| فرانسه (h)    | ۳          | جام جهانی فوتبال ۱۹۳۴ |
| آلمان         | ۲          | جام جهانی فوتبال ۱۹۳۴ |
| مجارستان      | ۲          | جام جهانی فوتبال ۱۹۳۴ |
| ایتالیا (c)   | ۲          | جام جهانی فوتبال ۱۹۳۴ |
| هلند          | ۲          | جام جهانی فوتبال ۱۹۳۴ |
| نروژ          | ۱          | –                     |
| لهستان        | ۱          | –                     |
| رومانی        | ۳          | جام جهانی فوتبال ۱۹۳۴ |
| سوئد          | ۲          | جام جهانی فوتبال ۱۹۳۴ |
| سوئیس         | ۲          | جام جهانی فوتبال ۱۹۳۴ |

- اتریش انصراف داد.
- (h) - میزبان
- (c) - قهرمان دوره قبل